# نانيت نيومان
نانيت نيومان (بالإنجليزية: Nanette Newman)‏ هي كاتِبة ومقدمة تلفزيونية ومؤلفة وممثلة بريطانية، ولدت في 29 مايو 1934 بنورثامبتون في المملكة المتحدة.

## وصلات خارجية
- نانيت نيومان على موقع IMDb (الإنجليزية)
- نانيت نيومان على موقع ألو سيني (الفرنسية)
- نانيت نيومان على موقع أول موفي (الإنجليزية)
- نانيت نيومان على موقع قاعدة بيانات الأفلام السويدية (السويدية)
- نانيت نيومان على موقع إن إن دي بي (الإنجليزية)
- نانيت نيومان على موقع قاعدة بيانات الفيلم (الإنجليزية)
- نانيت نيومان على موقع كينوبويسك (الروسية)